# Catedral de Santa María (Urmía)
La Catedral de Santa María o más formalmente Catedral de Santa María la Madre de Dios (en persa: کلیسای جامع سنت مری) es un edificio religioso de la iglesia católica que se encuentra ubicado en Mendi Al Ghadam, calle Mirzaian de la ciudad de Urmía en la provincia de Azerbaiyán Occidental al norte del país asiático de Irán y cerca de la frontera con Turquía.
Se trata de un templo que sigue el rito caldeo o sirio oriental y es una de las 4 catedrales católicas caldeas que funcionan en Irán. La iglesia sirve como la sede de la archieparquía de Urmía.
Su construcción data del período entre 1881 y 1885, Fue destruida en 1918 durante el genocidio armenio y asirio y reinaugurada en 1954. Esta bajo la responsabilidad pastoral del arzobispo Thomas Meram.